# Maria de Lima
Maria de Lima (Lisboa, 15 de dezembro de 1965) é uma atriz portuguesa. 
Atuou na primeira temporada do seriado A Mulher do Senhor Ministro (1994), nas telenovelas Verão Quente (1993) e Fúria de Viver (2002).
Em abril de 2014, ao lado dos brasileiros Ney Latorraca e Edi Botelho, a atriz Maria de Lima protagonizou a peça Entredentes, com direção do brasileiro Gerald Thomas, sendo essa, a quarta peça dirigido por Thomas. A peça aborda o encontro entre islâmico radical e um judeu ortodoxo, com o cenário do Muro das Lamentações, situada na cidade de Jerusalém, e também reflete os acontecimentos da atualidade como, o conflito entre Rússia e a Crimeia, entre ameaça de guerra, também a realidade brasileira com questões éticas e ideológicas, em partes com ironias.

## Televisão
- Soraya em Apocalipse, 2018
- Actriz convidada, Tita em A Mãe do Senhor Ministro, RTP 2013
- Elenco adicional, Becas Vasconcelos em Rebelde Way, SIC 2007
- Elenco adicional, Mónica em Fúria de Viver, SIC 2002
- Participação na Gala de 45 anos da RTP, 2002
- Actriz convidada, em Sábado à Noite, RTP 2001
- Elenco adicional, Teresa em Casa da Saudade, RTP 2000
- Actriz convidada, Tita em Senhora Ministra, RTP 1999
- Actriz convidada, em Residencial Tejo, SIC 1999
- Elenco fixo, Sónia em Todos ao Palco, RTP 1996
- Actriz convidada, em Cabaret de Filipe La Feria, RTP 1995
- Elenco fixo, Tita em A Mulher do Senhor Ministro, RTP 1994/1996
- Actriz convidada, em Desculpem Qualquer Coisinha, RTP 1994
- Apresentadora do programa Passados dos Carretos, TVI 1994
- Elenco fixo, Virgínia em Verão Quente (telenovela), RTP 1993
- Actriz convidada, Barbara em Sozinhos em Casa, RTP 1993
- Elenco fixo, Várias personagens em Grande Noite, RTP 1992/1993
- Actriz convidada, Margarida em Marina, Marina, RTP 1992
- Elenco adicional, Erika em O Quadro Roubado, RTP 1992